# Diplotaxis carinata
Diplotaxis carinata är en skalbaggsart som beskrevs av Patricia Vaurie 1958. Diplotaxis carinata ingår i släktet Diplotaxis och familjen Melolonthidae. Inga underarter finns listade i Catalogue of Life.